# Achelia langi
Achelia langi är en havsspindelart som först beskrevs av Dohrn, A., och fick sitt nu gällande namn av  1881. Achelia langi ingår i släktet Achelia och familjen Ammotheidae. Inga underarter finns listade i Catalogue of Life.